# Lipany
Lipany er en by og kommune i distriktet Sabinov i regionen Prešov i det østlige Slovakiet. Den ligger 420 kilometer fra den slovakiske hovedstad Bratislava. Byen har et areal på 12,65 km² og en befolkning på 6.480(2021) indbyggere.

## Eksterne links
- Officiel hjemmeside

- Wikimedia Commons har flere filer relateret til Lipany